# Charidotis
Charidotis là một chi bọ cánh cứng trong họ Chrysomelidae.
Chi này được Boheman miêu tả khoa học năm 1854.

## Các loài
Các loài trong chi này gồm:
- Charidotis diabolica Swietojanska & Borowiec, 2000
- Charidotis gemellata Boheman, 1855
- Charidotis miniata Boheman, 1855
- Charidotis terenosensis Buzzi, 2002
- Charidotis trifasciata Buzzi, 1999
- Charidotis tuberculata Swietojanska & Borowiec, 2000